# 歌聲是法式千層酥
《歌聲是法式千層酥》是以「無伴奏合唱」、「女子高中生」、「自卑感」為主題的音樂企劃。改編電視動畫於2025年7月播出。

## 登場人物

### 手鞠澤高中無伴奏合唱社
小牧嬉歌（聲：綾瀨未来）
高中1年級學生，擔任主音（Lead Vocal）。喜愛唱歌，但非常怕生。受到古城愛莉邀請加入無伴奏合唱社。
繭森結（聲：夏吉優子）
高中1年級學生，擔任第一和音（1st Chorus）。性格堅忍、嚴苛自律，對周圍的人要求很高而容易引發矛盾。
古城愛莉（聲：須藤叶希）
高中2年級學生，擔任第二和音（2nd Chorus）。無伴奏合唱社長。與兒時朋友近衛玲音創立無伴奏合唱社。她是一個溫柔美麗的女孩，臉上總是掛著微笑，也具有非凡的溝通能力。
近衛玲音（聲：松岡美里）
無伴奏合唱社副社長，擔任第三和音（3rd Chorus）。文武雙全、容貌秀麗，與兒時朋友古城愛莉創立無伴奏合唱社。
宮崎閏（聲：花井美春）
高中1年級學生，擔任人聲打擊（Vocal Percussion）。性格張揚，喜歡成為眾人矚目的焦點。
熊井弥子（聲：相川遥花）
高中1年級學生，擔任低音（Bass）。沉默寡言的少女，從來沒有同學見過她說話。

### Parabola
藤代聖（聲：小泉萌香）
東皇大學3年級學生，擔任主音或第三和音（Lead Vocal & 3rd Chorus）。東皇大學無伴奏合唱社團「Parabola」領導人物。
佐伊・德爾尼（聲：亞咲花）
東皇大學3年級學生，擔任主音或第一和音（Lead Vocal & 1st Chorus）。外國留學生。天生是溝通高手，精通多國語言。性格爽朗，充滿自信。
仙石喜歌（聲：東山奈央）
早乙女大學2年級學生，擔任主音或第二和音（Lead Vocal & 2nd Chorus）。過著堪稱模範的充實生活。對於音樂，她沒有什麼特別深刻的執著，只是單純覺得好玩。
環木鈴蘭（聲：青山吉能）
武海野音樂大学3年級學生，擔任第一或第二或第三和音（1st-3rd Chorus）。負責無伴奏合唱社團「Parabola」的編曲人。她的專業素養極高，性格冷靜務實。藉由出眾的外貌和時尚感，深受青少年的喜愛。
南佳凛（聲：KIYOZO）
東皇藝術大學2年級學生，擔任人聲打擊（Vocal Percussion）。沉默寡言。基本上透過簡訊與人交流。

## 電視動畫
2023年6月宣布電視動畫化，於2025年7月播出。

### 製作人員
- 原作：波麗佳音×山中拓也
- 人物原案：
- 總導演：佐藤卓哉
- 系列導演：中嶋清人
- 劇本統籌：山中拓也
- 人物設定：菊永千里、海保仁美
- 道具設計：白崎詩織
- 美術監督：荒井和浩
- 色彩設計：藤井瞳
- 攝影監督：則友邦仁、韓國主
- 編輯：後藤正浩
- 音響監督：明田川仁
- 音響效果：和田俊也（日语：和田俊也）
- 音響製作：マジックカプセル（日语：マジックカプセル）
- 音樂：成田旬
- 音樂製作：波麗佳音
- 音樂製作人：松岡貴德
- 製作人：松岡貴德、塩谷尚史、金子廣孝、大森慎司
- 動畫製作人：見崎誠治
- 動畫製作：壽門堂[6]
- 製作：歌聲是法式千層酥製作委員會

### 主題曲
主題曲
演唱：手鞠澤高中無伴奏合唱社，作詞：Taiki Azegami、N1K0，作曲：Taiki Azegami，編曲：細井涼介
插入曲（第1話）
演唱：手鞠澤高中無伴奏合唱社，作詞、作曲：奧華子，編曲：mo2、tama

### 各話列表
| 話數  | 標題                | 劇本     | 分鏡             | 演出           | 作畫監督                                                                             | 總作畫監督                 | 首播日期       |
| ----- | ------------------- | -------- | ---------------- | -------------- | ------------------------------------------------------------------------------------ | -------------------------- | -------------- |
| 第1話 | 輕音出道            | 山中拓也 | 大畑晃一、山岡實 | 陳蜂喻、羅竣天 | 上野沙彌佳、宮野健、菅原美智代、乘富梓、堤繪梨果                                     | 菊永千里、海保仁美         | 2025年 7月17日 |
| 第2話 | 潤潤TV              | 山中拓也 | 洪憲杓           | 陳蜂喻、謝立恆 | 上野沙彌佳、宮野健、菅原美智代、乘富梓、堤繪梨果、金璐浩、畠山元、山崎輝彥           | 菊永千里、海保仁美         | 7月24日        |
| 第3話 | 糟透了              | 山中拓也 | 中西伸彰、洪憲杓 | 金明根         | 上野沙彌佳、宮野健、菅原美智代、乘富梓、堤繪梨果、瀨田真弓、金璐浩、畠山元、山崎輝彥 | 菊永千里、海保仁美         | 7月31日        |
| 第4話 | 有這種預感          | 山中拓也 | 洪憲杓           | 謝立恆、羅竣天 | 上野沙彌佳、宮野健、菅原美智代、乘富梓、堤繪梨果、畠山元                             | 菊永千里、海保仁美         | 8月7日         |
| 第5話 | 始於夏天的Cacophony | 佐藤卓哉 | KEI              | 渡邊正彥       | 上野沙彌佳、宮野健、菅原美智代、乘富梓、堤繪梨果、瀨田真弓、金璐浩                   | 菊永千里、海保仁美、畠山元 | 8月14日        |

### BD
| 卷數 | 發售日期           | 收錄話數     | 規格編號   |
| ---- | ------------------ | ------------ | ---------- |
| 上   | 2025年9月24日預定  | 第1話—第5話  | PCXP-51210 |
| 下   | 2025年10月22日預定 | 第6話—第10話 | PCXP-51211 |

## 腳註

## 外部連結
- 官方网站（日語）